# Aran Amassa
Aran Amassa (em aranês, "Aran Juntos") é um partido político no Vale de Aran fundando em 2018. O partido define-se como uma alternativa de esquerda aos sistema tradicional de dois partidos no Vale de Aran (a Convergência Democrática Aranesa - próxima da então chamada Convergência Democrática da Catalunha - e a Unidade de Aran - próxima do PSOE). A maioria dos membros de Aran Amassa vieram da Candidatura de Unidade Popular, da Esquerda Republicana Occitana, da Esquerda Unida e Alternativa e de Corròp.

## História
O partido elegeu 4 conselheiros municipais nas eleições de 2019 (em Bausen, Les, Naut Aran e Vielha e Mijaran)  mas não conseguiu nenhum lugar no Conselho Geral de Aran.
Em 2023 voltou a não eleger representantes para o Conselho Geral mas ganhou a autarquia de Bausen.

### Conselho Geral do Vale de Aran
| Data | Votos | %      | +/-  | Conselho Geral | Notas                                  |
| ---- | ----- | ------ | ---- | -------------- | -------------------------------------- |
| 2019 | 552   | 10,86% | 7,17 | 0 / 13         | Variação comparando com Corròp em 2015 |
| 2023 | 498   | 10,71% | 0,15 | 0 / 13         |                                        |

### Municípios
| Data | Votos | %      | +/-  | Conselheiros municipais | Notas                                        |
| ---- | ----- | ------ | ---- | ----------------------- | -------------------------------------------- |
| 2019 | 457   | 8,68%  |      | 4 / 59                  |                                              |
| 2023 | 515   | 10,54% | 2,06 | 7 / 59                  | concorreu em conjunto com o Acordo Municipal |

Os dados referem-se ao conjunto dos munícios do Vale de Aran.